# 妙多羅天
妙多羅天（みょうたらてん）または妙多羅天女（みょうたらてんにょ）は、神仏、善人、子供の守護者、悪霊退散の神、縁結びの神とされる日本の神。新潟県、山形県で祀られている。

## 概要
新潟県西蒲原郡弥彦村には、弥彦神社に隣接して妙多羅天が祀られており、以下のような伝承がある。
佐渡国雑太郡（現・新潟県佐渡市）でのこと。ある夏の夕方、老婆が山で涼んでいると、老いたネコが現れた。ネコが地面に転がったので、老婆もそれを真似ると、なぜか急に体が涼しくなってとても気持ち良くなったので、毎日のように同じことを繰り返した。すると老婆の体がとても軽くなり、自在に空を飛ぶようになり、体に毛が生え、凄まじい形相となり、雷鳴を放ちながら空を舞い、海を渡って弥彦に至り、雨を降らせた。土地の者が困り、祠をもうけて老婆を崇めると、ようやくこの暴威はおさまった。ただし年に一度だけ、妙多羅天が佐渡に帰る際には、激しい雷鳴で国中を脅かすという。
これは文化時代の随筆『北国奇談巡杖記』にあるもので、同書ではネコとの関連のためか、名称の「みょう」に「猫」の字を当てて「猫多羅天」と記述されている。
ほかにも新潟の妙多羅天には、鬼または化け猫が弥三郎という者の母を喰って母に成り済ましたが、後に改心して妙多羅天として祀られた、など多くの異説がある（千疋狼#弥三郎婆を参照）。
また、山形県東置賜郡高畠町一本柳にも「妙多羅天」という祠があり、これには以下の伝承がある。
平安時代。源義家に敗れた安倍氏の武士の一子・弥三郎が、母と共に御家再興を願いつつ隠れ住んでいた。やがて弥三郎が修行の旅に出た後、母は悪病に侵されるが、悲願達成の想いの強さから死に切れずに鬼と化し、オオカミたちを率いて旅人を襲い、金品を奪って御家再興の資金を貯めていた。やがて帰って来た弥三郎も母に襲われるが、彼は母と知らずに鬼の手を斬り落とした。弥三郎が帰宅すると、家で寝込んでいた母は、弥三郎が持ち帰った鬼の手を奪い取るなり、弥彦山へと逃げ去った。弥三郎は家への想いのあまり鬼と化した母を哀れみ、母を妙多羅天として祀ったという。

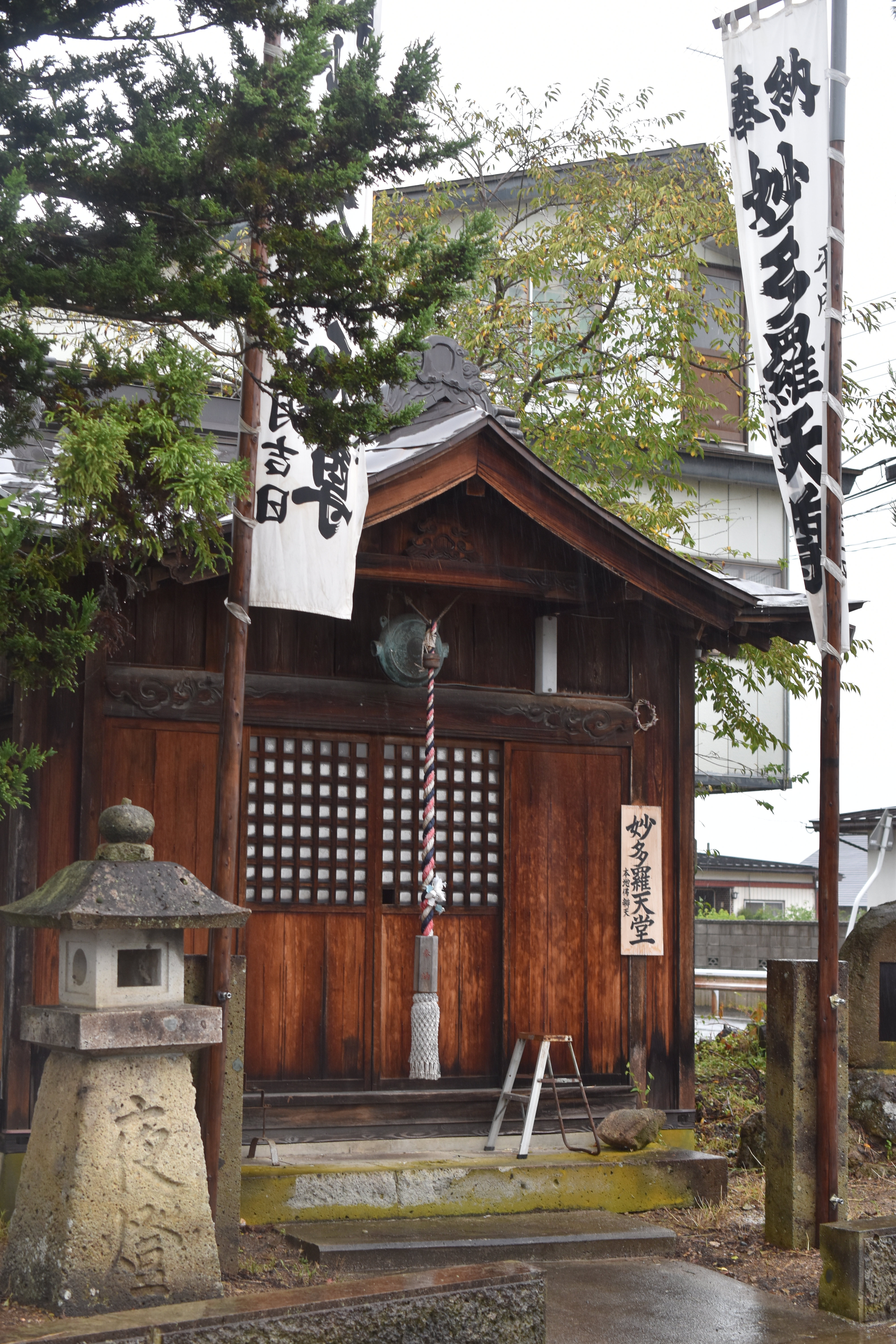
高畠町の妙多羅天堂
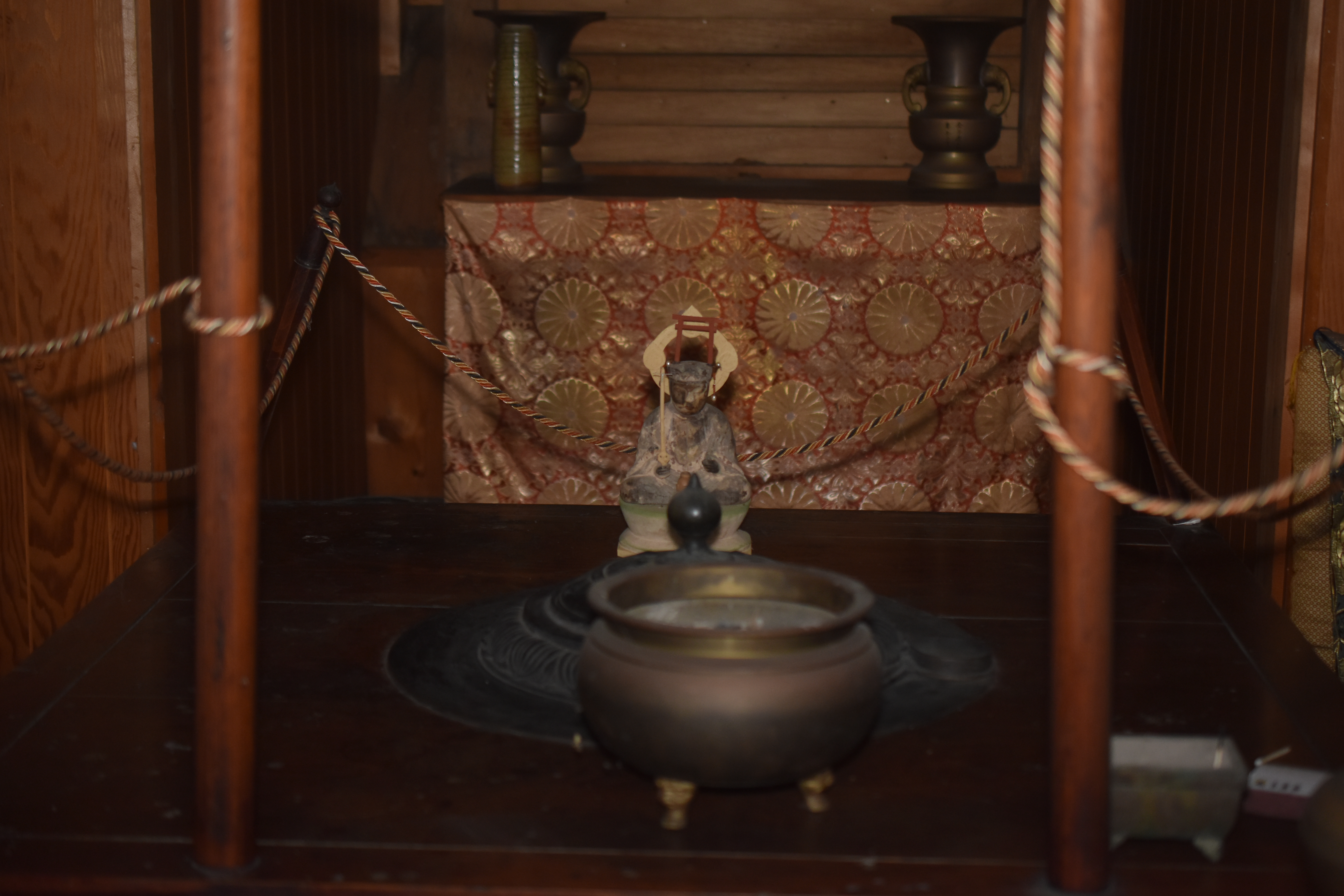
高畠町の妙多羅天堂（内部）

前述の新潟のような妙多羅天・弥三郎婆の伝承は、この山形の伝承がもととなり、化け猫やオオカミの怪異譚が混ざってできたものと考えられている。